# Maksymilian Rose
Maksymilian Rose (ur. 19 maja 1883 w Przemyślu, zm. 30 listopada 1937 w Wilnie) – polski lekarz neurolog, neuroanatom i psychiatra, profesor neurologii i psychiatrii na Uniwersytecie Stefana Batorego w Wilnie. Autor licznych prac z dziedziny cytoarchitektoniki kory mózgowej.

## Życiorys

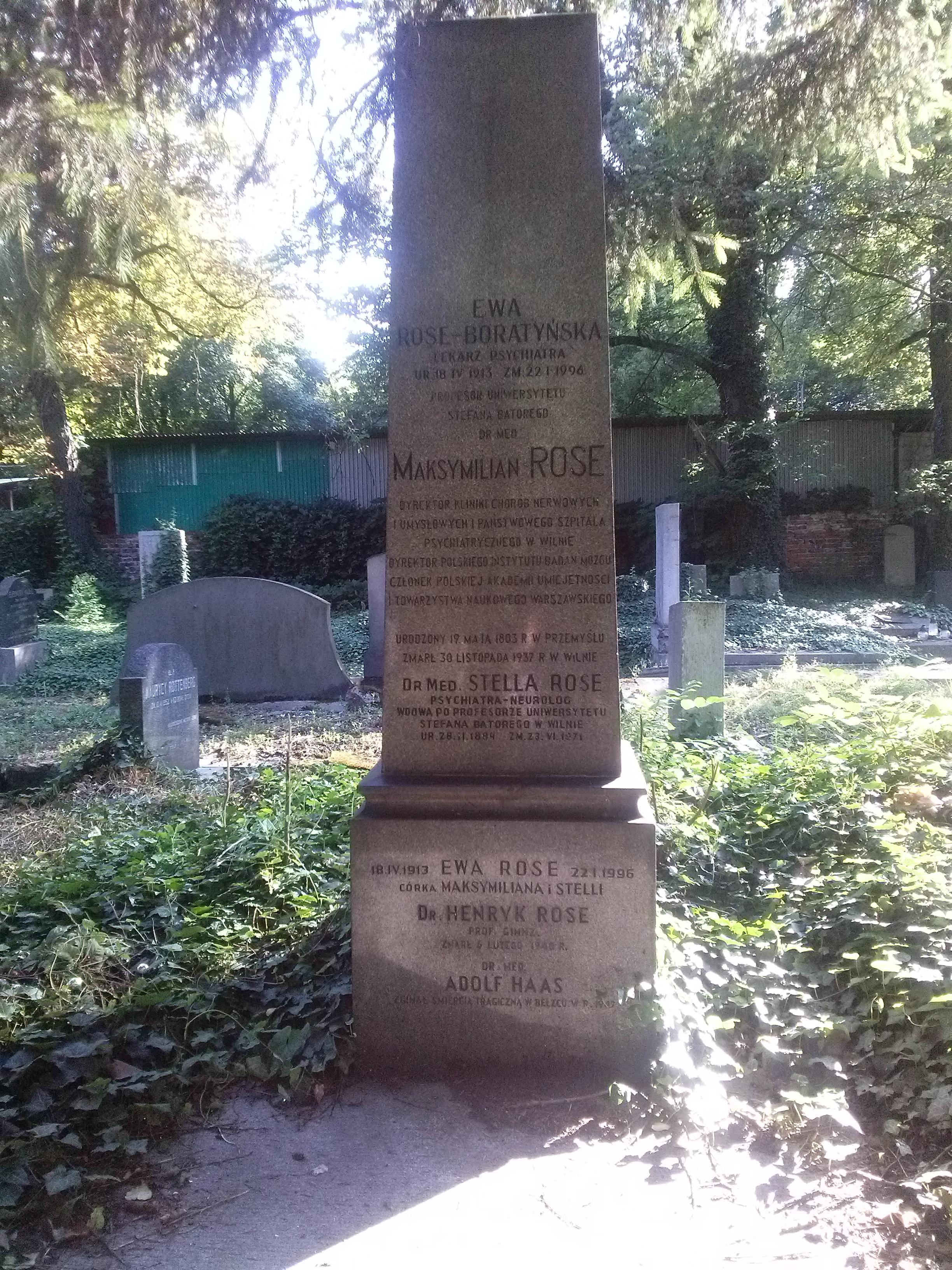
Grób Maksymiliana Rose na Nowym Cmentarzu Żydowskim w Krakowie

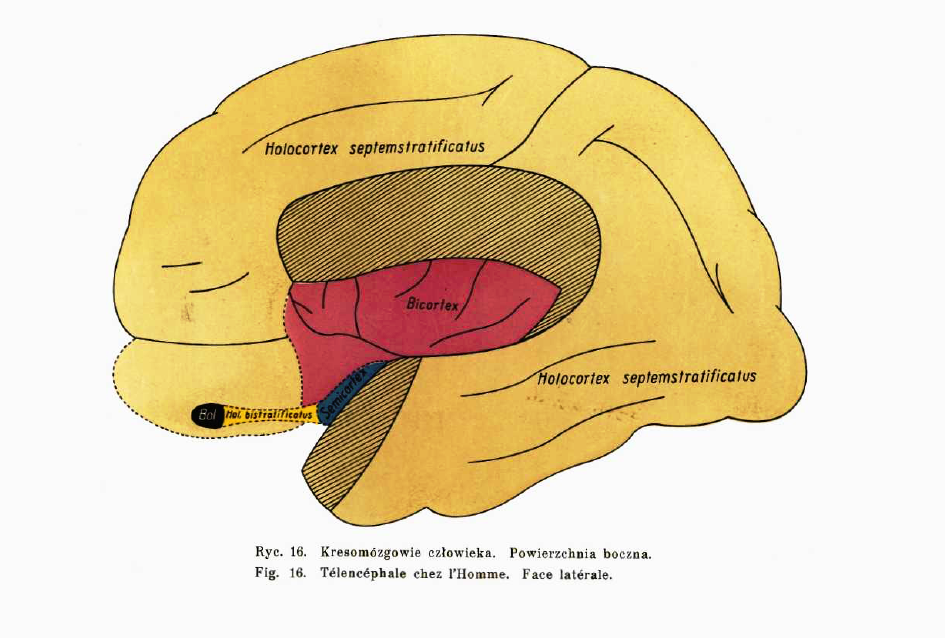
Schematyczne przedstawienie bocznej powierzchni kresomózgowia człowieka według Rosego

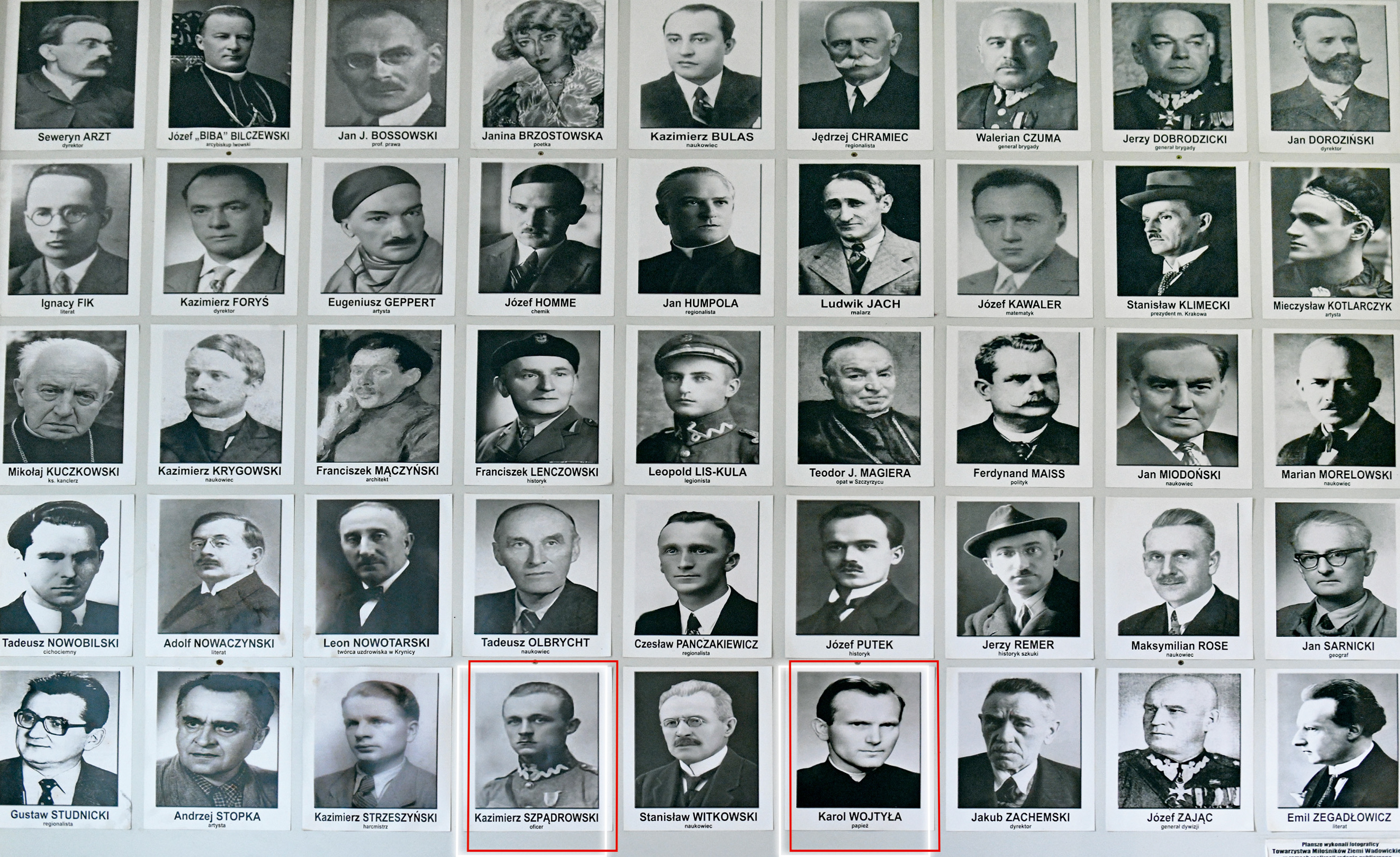
Tablica prezentująca znanych absolwentów Gimnazjum im. M. Wadowity

Urodził się w 1883 roku w Przemyślu, w ubogiej żydowskiej rodzinie, jako syn Eliasza Rosego i Lei z domu Israelowicz. Początkowo uczył się w gimnazjum w rodzinnym mieście. W czerwcu 1902 zdał z odznaczeniem egzamin dojrzałości w C. K. Gimnazjum w Wadowicach (w jego klasie byli Albin Jura, Urban Przyprawa). Podczas nauki gimnazjalnej należał do kółka socjalistycznego razem z Ignacym Schipperem i Karolem Sobelsohnem. Następnie podjął studia medyczne na Uniwersytecie Jagiellońskim. Jego przyjacielem z lat studenckich był Adam Rydel; kolegami uniwersyteckimi byli też Kornel Michejda i Stefan Jaracz. W 1908 roku został doktorem wszechnauk medycznych cum eximia laude.
W kolejnych latach studiował w zagranicznych klinikach w Niemczech i w Szwajcarii. W latach 1910–1911 uczył się u Theodora Ziehena i Hermanna Oppenheima w berlińskich klinikach psychiatrycznych, odbył też kurs neuroanatomii u Louisa Jacobsohna-Laska. W latach 1911–1912 był asystentem w kantonalnym Zakładzie dla Umysłowo Chorych w Rheinau koło Zurychu, w latach 1912–1913 uczył się u Korbiniana Brodmanna w Tybindze (w klinice Roberta Gauppa), i wtedy zaczął zajmować się cytoarchitektoniką kory mózgowej, co stanowiło od tej pory główny temat jego pracy naukowej. Od 1912 pracował w pracowni neurologicznej Zakładu Anatomii Opisowej UJ u Kazimierza Kostaneckiego i Adama Bochenka. W latach I wojny służył w wojsku, na krótko przerywając działalność naukową. Najpierw (1914–1915) był lekarzem batalionowym w Legionach Polskich, potem (1915–1918) kierował oddziałem neurologiczno-psychiatrycznym szpitali garnizonowych w Przemyślu i Krakowie, ostatecznie został kierownikiem Oddziału Chorób Nerwowych i Umysłowych Szpitala Garnizonowego w Przemyślu w stopniu majora (od 1918 do 1921).
Od 1918 do 1919 jako major Wojska Polskiego kierował Oddziałem Neurologicznym Szpitala Garnizonowego w Krakowie. Od 1919 do 1925 ponownie w Zakładzie Anatomii Opisowej UJ, prowadził też praktykę lekarską.
W 1925 zaoferowano mu stanowisko kierownika oddziału w Instytucie Cesarza Wilhelma w Berlinie u prof. Oskara Vogta, które przyjął. W 1926 roku przyznano mu ponownie tytuł doktora medycyny i powierzono stanowisko pracownika naukowego. Zaproszono go też do komitetu redakcyjnego czasopisma Journal für Psychologie und Neurologie, od 1927 do 1929 był jego redaktorem.
Od 1928 w Warszawie, w czerwcu został docentem neurologii Uniwersytetu Warszawskiego (veniam legendi uzyskał na podstawie pracy O cytoarchitektonice przedmóżdża żółwia). W 1929 i 1930 przez krótki czas pracował w Szpitalu Psychiatrycznym w Tworkach. Od 1931 profesor nadzwyczajny Uniwersytetu Stefana Batorego w Wilnie i, po śmierci Rafała Radziwiłłowicza, kierownik Katedry Psychiatrii (po 1933 – Kliniki Chorób Nerwowych i Umysłowych). Był jednym z założycieli i pierwszym dyrektorem Polskiego Instytutu Badań Mózgu w Warszawie. W Kojranach pod Wilnem zorganizował zakład dla chorych umysłowo. Członek korespondent Polskiej Akademii Umiejętności od 1929. Kurator Stowarzyszenia Medyków Studentów Żydów USB.
Należał do Polskiej Partii Socjalno-Demokratycznej Galicji i Śląska Cieszyńskiego.
Ranem 30 listopada 1937 mimo bólu zamostkowego poszedł prowadzić zajęcia, jednak poczuł się gorzej i poprosił asystenta o zastępstwo. Wrócił do swojej pracowni i położył się. Wezwany prof. Aleksander Januszkiewicz stwierdził zgon Rosego, który zmarł o godz. 14:15
Uroczystości żałobne odbyły się na dziedzińcu uniwersyteckim. Profesor Rose został pochowany 31 października na nowym cmentarzu żydowskim przy ulicy Miodowej w Krakowie; trumna została złożona w rodzinnym grobowcu. W następnych miesiącach ukazały się wspomnienia pośmiertne, autorstwa Kazimierza Pelczara, Kornela Michejdy, Kazimierza Orzechowskiego, Natalii Zandowej, Abrahama Wirszubskiego, Stanisława Witka, Mieczysława Cunge i Adama Opalskiego.
1 września 1908 roku ożenił się w Jaśle z urodzoną w Nowym Sączu Stellą Schornstein (1884–1971). Stella Rose w 1909 roku została jedną z pierwszych pięciu kobiet-absolwentek Uniwersytetu Jagiellońskiego. Zmarła 23 czerwca 1971 roku w Warszawie, została pochowana na nowym cmentarzu żydowskim w Krakowie.
Urodziła im się córka Ewa Maria Renata (po mężu Boratyńska) (1913–1996). Miał starszego brata Henryka Ozjasza (1880–1940?), nauczyciela i profesora gimnazjalnego, nauczyciela w szkole w Buczaczu (według innych danych w miejscowym gimnazjum), potem na mocy rozporządzenia z 27 sierpnia 1920 – w gimnazjum z polskim językiem wykładowym w Przemyślu. Jego syn Jerzy Edwin Rose (1909–1992) był lekarzem psychiatrą, uczniem Maksymiliana. Innym bratankiem Maksymiliana był prawnik i dziennikarz Zygmunt Rose (1896-).

## Dorobek naukowy
Większość prac Rosego dotyczyła neuroanatomii porównawczej i zagadnień cytoarchitektoniki kory mózgu. Wprowadził autorski podział kory w oparciu o kryteria filogenetyczne i morfologiczne. Interesował się zmianami cytoarchitektoniki w stanach patologii. W klinice Rosego po raz pierwszy w Polsce stosowano leczenie wstrząsami insulinowymi w schizofrenii.
Razem z Maxem Bielschowskym badał różnice w biochemizmie poszczególnych warstw i pól korowych; wspólnie opracowali nową metodę wybiórczego barwienia V i VI warstwy kory mózgowej przy użyciu indofenolu.
Napisał rozdziały dotyczące embriologii układu nerwowego, neuroanatomii oraz cyto- i mieloarchitektoniki do podręcznika neurologii Bumkego i Förstera.
Był autorem atlasów cytoarchitektoniki mózgowia królika i myszy oraz jąder międzymózgowia królika.
W ostatnich latach badał „mózgi elitarne”; owocem tych badań były publikacje na temat mózgowia Stanisława Trzebińskiego i Józefa Piłsudskiego. Nieukończona praca Mózg Józefa Piłsudskiego ukazała się już po śmierci Rosego. Również nieukończony pozostał podręcznik anatomii porównawczej kory mózgowej ssaków, ptaków i gadów.

## Ordery i odznaczenia
- Krzyż Komandorski Orderu Odrodzenia Polski (pośmiertnie, 1937)[25]
- Złoty Krzyż Zasługi (11 listopada 1937)[26]

## Lista prac
- Przyczynek do badań nad zaburzeniami czucia w niektórych chorobach rdzenia (Doniesienie tymczasowe). „Przegląd Lekarski” 47 (39), s. 500–503, 1908
- Histologische Lokalisation der Grosshirnrinde bei kleinen Säugetieren (Rodentia, Insectivora, Chiroptera). „Journal für Psychologie und Neurologie” 19, s. 391–479, 1912
- Ueber die cytoarchitektonische Gliederung des Vorderhirns der Vögel. „Journal für Psychologie und Neurologie” 21 (Ergänzungsheft), s. 278–352, 1914
- Lokalizacja histologiczna przedmóżdża krokodyli (Localisation histologique dans le cerveau antérieur des crocodiles). „Bulletin international de l'Académie polonaise des sciences et des lettres, Classe des sciences mathématiques et naturelles: Sciences naturelles” s. 232-249, 1919
- O bezładzie czołowym. „Przegląd Lekarski” 59 (1), s. 2–4, 1920
- O lokalizacji histologicznej przedmóżdża krokodyli. „Neurologja Polska” 5, 1921
- Cytoarchitektonika przedmóżdża żółwi. „Neurologja Polska” 6, s. 97–108, 1922
- Histologische Lokalisation des Vorderhirns der Reptilien. „Journal für Psychologie und Neurologie” 29, s. 219–272, 1923
- Oszacki A, Rose M. O t.zw. meningismus. „Polska Gazeta Lekarska” 2 (20), s. 350–352, 1923
- Ueber das histogenetische Prinzip der Einteilung der Grosshirnrinde. „Journal für Psychologie und Neurologie” 32, s. 97-160, 1925/1926
- Der Grundplan der Cortextektonik beim Delphin. „Journal für Psychologie und Neurologie” 32 (4/5), s. 161-169, 1926
- Prof. Constantin Freiherr von Economo und Dr. Georg Koskinas, Die Cytoarchitektonik der Hirnrinde des erwachsenen Menschen (Rezension). „Journal für Psychologie und Neurologie” 32, s. 269-279, 1926
- Die Organdifferenzierung der Großhirnrinde im Lichte der vergleichenden Architektonik. „Naturwissenschaften”. 14 (50-51), s. 1184–1187, 1926. DOI: 10.1007/BF01451764.
- Der Allocortex bei Tier und Mensch. I. Teil (Mit 21 Textabbildungen und 30 Doppeltafeln). „Journal für Psychologie und Neurologie” 34, s. 1–112, 1926
- Die sogenannte Riechrinde beim Menschen und beim Affen. II. Teil des „Allocortex bei Tier und Mensch” (Mit 13 Textabbildungen und 35 Doppeltafeln). „Journal für Psychologie und Neurologie” 34, s. 261–401, 1926
- Znaczenije obnarużenija okislitelnych i reducyrujuszczych tkanewych fermentow dla woprosow lokalizacji w mozgu, 1927
- Gyrus limbicus anterior und Regio retrosplenialis (Cortex holoprotoptychos quinquestratificatus) vergleichende Architektonik bei Tier und Mensch. „Journal für Psychologie und Neurologie” 35, s. 65–173, 1927
- Bielschowsky M, Rose M. Die Bedeutung des Nachweises oxydierender und reduzierender Gewebefermente für Lokalisationsfragen des Gehirns. Journal für Psychologie und Neurologie 33, ss. 73–83, 1927
- Aufgaben der vergleichenden Rindenarchitektonik. 28. Versammlung mitteldeutscher Psychiater und Neurologen am 7. November 1926 in Dresden. „Archiv für Psychiatrie und Nervenkrankheiten”. 79 (1), s. 601–643, 1927. DOI: 10.1007/BF01814298.
- Die Inselrinde des Menschen und der Tiere. „Journal für Psychologie und Neurologie” 37, s. 467-624, 1928
- Die Ontogenie der Inselrinde; zugleich ein Beitrag zur histogenetischen Rindeneinteilung. „Journal für Psychologie und Neurologie” 36, s. 182-209, 1928
- Die morphogenetische Einteilung der Großhirnrinde. „Naturwissenschaften”. 16 (22), s. 399–404, 1928. DOI: 10.1007/BF01459025.
- Die Morphogenie und architektonische Gliederung der Inselrinde. W: Psychoneurologische Festschrift für Alexander Juschtschenko. Rostow: Nord Caucaaus, 1928 s. 51–56
- Über das histogenetische Prinzip der Einteilung der Großhirnrinde. „Anatomischer Anzeiger”, 1929
- Entgegnung auf die Bemerkungen von H. Kuhlenbeck zu meiner Arbeit über das histogenetische Prinzip der Einteilung der Grosshirnrinde. „Anatomischer Anzeiger” 67, s. 318–323, 1929
- Zasady architektonicznej lokalizacji w korze mózgowej. Pamiętnik XIII Zjazdu Lekarzy i Przyrodników Polskich, 1929
- O zmianach architektonicznych kory mózgowej w padaczce samoistnej. „Rocznik Psychjatryczny” 10, 1929
- Zweite Entgegnung auf die Bemerkungen von H. Kuhlenbeck zu meiner Arbeit „Über das histogenetische Prinzip der Einteilung der Großhirnrinde” „Anatomischer Anzeiger” 68, s. 197, 1930
- Ueber den Einfluss der Fixierung auf das Zellbild der Grosshirnrinde. Mit 6 Tafeln. „Journal für Psychologie und Neurologie” 38, s. 155-167, 1929
- Bielschowsky M, Rose M. Ueber die Pathoarchitektonik der mikro- und pachygyren Rinde und ihre Beziehungen zur Morphogenie normaler Rindengebiete. „Journal für Psychologie und Neurologie” 38, s. 42-46, 1928
- Bielschowsky M, Rose M. Kora pachy- i mikrogyralna i jej stosunek do pewnych części prawidłowego allocortex. W: Księga jubileuszowa Edwarda Flataua. Warszawa 1929 s. 35–42
- Cytoarchitektonischer Atlas der Grobhirnrinde der Maus. „Journal für Psychologie und Neurologie” 40, s. 1-51, 1929
- Vergleichende Cytoarchitektonik der Grosshirnrinde. „Fortschritte der Neurologie, Psychiatrie und ihrer Grenzgebiete” 2, 1930
- Opuszka węchowa (bulbus olfactorius) u człowieka i zwierząt. „Polska Gazeta Lekarska” 9 (44/45), s. 880-882, 1930
- Zmiany architektoniczne mózgu w alkoholizmie. „Rocznik Psychjatryczny” 16/17, s. 39-50, 1931
- Zadania współczesnej psychiatrii. „Pamiętnik Wileńskiego Towarzystwa Lekarskiego” 7 (4), s. 293–308, 1931
- † Konstanty Economo. „Neurologja Polska” 14 (3), s. 171-173, 1931
- Cytoarchitektonischer Atlas der Grosshirnrinde des Kaninchens. „Journal für Psychologie und Neurologie” 43, s. 353-440, 1931
- Porażenie postępujące, wczesne rozpoznanie i leczenie. „Praktyka Lekarska” 6, ss. 129-138, 1932
- Rose M, Michejda K. Guz rdzenia bez bólów korzonkowych. „Pamiętnik Towarzystwa Lekarskiego Wileńskiego” 8 (2/3), s. 188-195, 1932
- Die vergleichende Zytoarchitektonik des Stirnhirns und ihre Beziehung zur Physiologie und Klinik. „Fortschritte der Neurologie, Psychiatrie und ihrer Grenzgebiete” 4 (11), s. 501, 1932
- Rose M, Rose S. Die Topographie der architektonischen Felder der Grosshirnrinde am Kanischenschaedel. „Journal für Psychologie und Neurologie” 45, s. 264-276, 1933
- O indywidualnych właściwościach kory mózgowej u ludzi. „Rocznik Psychiatryczny” 21, s. 297–319, 1933
- Die Volumenbestimmung der architektonischen Zentren im Vorderhirn des Menschen mittels Wage. „Journal für Psychologie und Neurologie” 45, s. 277-290, 1933
- Rwa kulszowa i jej leczenie. „Lekarz Wojskowy” 23 (9), ss. 449–471, 1934
- Rwa kulszowa i jej leczenie W: Pamiętnik VI Lekarskiego Kursu Wakacyjnego (w Ciechocinku). Warszawa, 1934 ss. 71-93
- Międzymózgowie królika. Mémoires de l′Académie polonaise des sciences et des lettres. Classe des sciences mathématiques et naturelles 8, Cracovie 1935 108 ss. + 25 tablic.
- Cajal como uno de los fundadores de la doctrina localizatoria de la corteza cerebral. Archivos de neurobiología, psicología, fisiología, histología, neurología y psiquiatría 14, s. 865, 1934
- Cytoarchitektonik und Myeloarchitektonik der Großhirnrinde W: Handbuch der Neurologie, Allgemeine Neurologie. Band 1, Anatomie, Hrsg. Bumke O, Foerster O. Springer, Berlin, 1935 s. 588–778
- O mózgu ś. p. Prof. Stanisława Trzebińskiego. Badania uzupełnione wyjątkami z pamiętnika i dziennika Zmarłego. „Pamiętnik Wileńskiego Towarzystwa Lekarskiego” 11 (3), 1935
- O ośrodku korowym węchu. „Polska Gazeta Lekarska” 15 (28/29), s. 565-569, 1936
- Ueber die elektive Schichtenerkrankung der Grosshirnrinde bei Geisteskrankheiten. „Journal für Psychologie und Neurologie” 47, s. 1-23, 1936
- Podłoże anatomiczne dystonii torsyjnej. „Archiwum nauk biologicznych Towarzystwa Naukowego Warszawskiego” 6 (2), 1937
- Odpowiedź na list otwarty dra Leona Achmatowicza. „Pamiętnik Wileńskiego Towarzystwa Lekarskiego” 13 (1/2), s. 87, 1937
- O wybiórczym schorzeniu warstw kory mózgowej nieurażnego pochodzenia (Ueber die elektive Schichtenerkrankung der Grosshirnrinde nicht pathoklinen Ursprungs). „Archiwum nauk biologicznych Towarzystwa Naukowego Warszawskiego” 6 (3), 1937
- Bóle głowy i ich leczenie. „Lekarz Wojskowy” 29 (4), ss. 193–219, 1937
- Bóle głowy i ich leczenie W: Pamiętnik II Lekarskiego Kursu wakacyjnego. Warszawa, 1937 ss. 1-27
- Mózg Józefa Piłsudskiego. Cz. 1. Wilno, 1938